# Réunion des musées nationaux et du Grand Palais des Champs-Élysées
De Réunion des musées nationaux et du Grand Palais des Champs-Élysées (Rmn-Grandpalais) is een semi-overheidsinstelling die de 34 Franse nationale musea en de tentoonstellingsruimte Grand Palais des Champs-Élysées en hun respectieve collecties bestuurt en beheert. De instelling ressorteert onder het Ministère de la Culture, meer speciaal onder de Direction des Musées de France (DMF).
De Rmn is opgericht in 1895 met als specifieke taak de uitbreiding van de collectie met nieuwe kunstwerken ten behoeve van de nationale musea. Tegenwoordig behoren drie andere taken eveneens tot de doelstelling:
- de ontvangst en rondleiding van het publiek
- het organiseren van tijdelijke tentoonstellingen
- de publiciteit rond de exposities en de permanente tentoonstellingen van de 34 musea.

Op 1 januari 2011 fuseerde de Réunion des musées nationaux met het Grand Palais des Champs-Élysées en werd de officiële benaming: Réunion des musées nationaux et du Grand Palais des Champs-Élysées.

## Exposities
Sinds 1930 organiseert de Rmn het merendeel van de tijdelijke tentoonstellingen in alle nationale musea. Grote publiektrekkende exposities en retrospectieve tentoonstellingen vinden met name plaats in het Grand Palais des Champs-Élysées (Grandpalais) in Parijs. Vaak vinden deze tentoonstellingen plaats in samenwerking met andere grote museuminstellingen in Europa, Noord-Amerika en Azië.

## Publicaties
De Rmn-Grandpalais is een van de grootste Europese uitgevers van kunstboeken. Naast catalogi van wisseltentoonstellingen ook catalogi van de permanente collecties, museumgidsen, reproducties, audio-visuele media, kopie-kunstvoorwerpen in oplage en andere afgeleide producten. De verkoop vindt plaats in de museumwinkels, maar ook in de veertig boutiques in Parijs en de regio.

## Agence photographique
Het fotoagentschap van de Rmn-Grandpalais behoort tot de vijf grootste agentschappen op het terrein van de beeldende kunst ter wereld. Het agentschap beheert zo'n 450.000 afbeeldingen van kunstvoorwerpen van de prehistorie tot de huidige tijd.

## De 35 locaties

### Parijs
- Musée national des Arts asiatiques-Guimet
- Musée des arts et traditions populaires[1]
- Musée Eugène-Delacroix
- Musée d'Ennery
- Musée Hébert
- Musée Jean-Jacques Henner
- Musée du Louvre
- Musée Gustave Moreau
- Musée national du Moyen Âge - Thermes de Cluny|Thermes et Hôtel de Cluny
- Musée de l'Orangerie
- Musée d'Orsay
- Musée Picasso
- Musée Rodin
- Grand Palais des Champs-Élysées[2]
- Palais de la Porte Dorée - Aquarium du palais de la Porte Dorée

### Parijse regio
- Musée de la Renaissance in Écouen
- Musée du château de Fontainebleau
- Musée de Port-Royal des Champs in Magny-les-Hameaux
- Musée des châteaux de Malmaison et de Bois-Préau in Rueil-Malmaison
- Musée d'archéologie nationale in Saint-Germain-en-Laye
- Musée national de Céramique in Sèvres
- Musée des châteaux de Versailles et de Trianon in Versailles

### Elders in Frankrijk
- Musée de la Maison Bonaparte in Ajaccio, Corsica
- Musée napoléonien et musée africain in Île-d'Aix, Nouvelle-Aquitaine
- Musée Fernand-Léger in Biot, Provence-Alpes-Côte d'Azur
- Musée franco-américain du château de Blérancourt in Blérancourt, Hauts-de-France
- Musée du château de Compiègne, Hauts-de-France
- Musée Magnin in Dijon, Bourgogne-Franche-Comté
- Musée National de Préhistoire in Les Eyzies-de-Tayac-Sireuil, Nouvelle-Aquitaine
- Musée national de la porcelaine Adrien Dubouché in Limoges, Nouvelle-Aquitaine
- Musée Clemenceau et de Lattre de Tassigny in Mouilleron-en-Pareds, Pays de la Loire
- Musée Marc Chagall in Nice, Provence-Alpes-Côte d'Azur
- Musée du Château de Pau in Pau, Nouvelle-Aquitaine
- Musée Picasso La Guerre et la Paix in Vallauris, Provence-Alpes-Côte d'Azur
- Musée des Civilisations de l'Europe et de la Méditerranée (MuCEM) in Marseille, Provence-Alpes-Côte d'Azur